# Round Grove Township (comté de Macon, Missouri)
Pour les articles homonymes, voir Round Grove Township.
Round Grove Township est un ancien township, situé dans le comté de Macon, dans le Missouri, aux États-Unis,.
Le township est fondé en 1872.

### Source de la traduction
- (en) Cet article est partiellement ou en totalité issu de l’article de Wikipédia en anglais intitulé « Round Grove Township, Macon County, Missouri » (voir la liste des auteurs).